# It Ain't Over 'til It's Over
Singles de Lenny Kravitz
Always on the Run
(1991) Fields of Joy
(1992)
Pistes de Mama Said
Stand by My Woman
(3) More Than Anything In This World
(5)
It Ain't Over 'til It's Over est une chanson écrite, produite et interprétée par le musicien américain Lenny Kravitz pour son deuxième album studio, Mama Said paru en 1991. Sortie en tant que deuxième single de l'album en juin 1991, la chanson est une ballade mid-tempo musicalement inspirée de la Motown, de la soul de Philadelphie et de Earth, Wind and Fire (en particulier That's the Way of the World). La section de cuivres finale est interprétée par les Phenix Horns d'Earth, Wind & Fire. « Cette chanson m'est appare un jour et je savais qu'elle avait une ambiance classique. Et j'aime toujours beaucoup cette chanson aujourd'hui », déclare Kravitz dans une interview pour VivaMusic.com en 2000. Le titre de la chanson est basé sur un « yogi-isme », c'est-à-dire une citation de Yogi Berra, alors entraîneur des Mets de New York, qui a prononcé cette phrase en juillet 1973 : « Ce n'est pas fini tant que ce n'est pas fini ».
It Ain't Over 'til It's Over est le premier succès de Kravitz dans le top 10 du Billboard Hot 100 américain, atteignant le no 2, devenant son meilleur classement dans ce palmarès. Le single atteint également la 2e place au Canada et culmine dans le top 10 des charts australiens, néerlandais et néo-zélandais. Au Royaume-Uni, il atteint la 11e place du UK Singles Chart. La chanson Real Girl de la chanteuse britannique Mutya Buena en 2007 contient un sample d'It Ain't Over 'til It's Over ; cet enregistrement culmine au no 2 du classement britannique.

## Historique
La chanson est écrite par Kravitz alors qu'il tente de sauver son mariage avec sa femme d'alors, l'actrice Lisa Bonet. Kravitz décrit son état d'esprit de l'époque comme étant « non seulement en dépression, mais dans un brouillard. Je ne savais pas où se trouvait le chemin ».
L'inspiration lui vient dans une chambre d’hôtel de Los Angeles, sur un piano Fender Rhodes qu’il s’est fait livrer. Réalisant le potentiel succès de la chanson, Kravitz ne veut pas la sortir lui-même, souhaitant rester un artiste underground, et imaginant pouvoir la confier à Smokey Robinson. Son label finit cependant par le persuader de l'inclure sur l'album.
Le clip d'It Ain't Over 'til It's Over est réalisé par Jesse Dylan, mettant en scène Kravitz et son groupe.

## Réception critique
Stephen Thomas Erlewine d'AllMusic note l'influence la « Philly soul tourbillonnante », décrivant la chanson comme « instantanément addictive ». Larry Flick de Billboard la loue comme une « délicieuse tranche de soul/pop de Philadelphie, parfumée de cordes luxuriantes, de basses funk discrètes et de riffs de guitare, et de la voix de fausset engageante de Kravitz ». Alex Henderson de Cashbox nomme la chanson comme l'un des « cadeaux » de l'album, la décrivant comme ayant une saveur « uptown soul ». Le magazine pan-européen Music & Media estime que le chanteur « chante dans des tonalités douces, qui rappellent Curtis Mayfield et The Style Council ». Parry Gettelman de l'Orlando Sentinel complimente « un joli solo de guitare qui sonne un peu comme Hall and Oates de She's Gone ».
En 2020, Carla Hay d'AXS la classe au 4e rang de sa liste des « 10 meilleures chansons de Lenny Kravitz ». Elle écrit : « Kravitz a dit qu'il avait écrit cette chanson sur sa rupture avec l'actrice Lisa Bonet (ils ont finalement divorcé), et le chagrin suinte partout dans cette chanson ». Elle a ajouté : « Avec une ambiance Motown des années 1960, cette ballade (extraite de l'album Mama Said de 1991) est l'une des meilleures ballades de Kravitz ».

## Liste des titres et différents formats
| - Cassette single (US) A. It Ain't Over 'til It's Over – 3:55 B. I'll Be Around - Disque 45 tours et cassette single (UK) 1. It Ain't Over 'til It's Over – 3:55 2. The Difference Is Why – 4:48 - Disque maxi 45 tours et CD single 1. It Ain't Over 'til It's Over – 3:55 2. I'll Be Around 3. The Difference Is Why – 4:48 | - Picture-disc maxi 45 tours (UK) A. It Ain't Over 'til It's Over – 3:55 B. Interview de Lenny Kravitz par Robert Sandall pour le magazine Q – 15:20 - CD single (Japon) 1. It Ain't Over 'til It's Over – 4:01 2. Let Love Rule – 5:43 3. I'll Be Around – 2:55 4. Always on the Run (instrumental) – 3:56 |

## Personnel
- Lenny Kravitz – chant, guitare, guitare basse, piano électrique Fender Rhodes, batterie, sitar électrique, arrangements, production
- The Phenix Horns – section de cuivres
- Al Brown – Cordes
- Melanie Nissen – direction artistique
- David Domanich – ingénieur du son
- Henry Hirsch – ingénieur du son, mixage
- Greg Calbi – mastering
- Tom Bauman – design
- James Calderaro – photographie

## Classements
It Ain't Over 'til It's Over est, à ce jour, le single le mieux classé de Kravitz dans le palmarès américain Billboard Hot 100, culminant à la deuxième place. Il atteint également la seconde place du classement canadien RPM Top Singles. Il est aussi apprécié au Royaume-Uni, où il culmine en 11e position du UK Singles Chart.

### Classements hebdomadaires
| Palmarès (1991)                                    | Meilleure position |
| -------------------------------------------------- | ------------------ |
| Allemagne –Top-100 Single (GfK Entertainment)      | 43                 |
| Australie – Top 100 singles (ARIA Charts)          | 10                 |
| Autriche – Ö3 Austria Top 40                       | 25                 |
| Belgique (Flandres) – Ultratop 50 Singles          | 20                 |
| Canada – RPM – 100 Hit Tracks                      | 2                  |
| Canada – RPM – 40 AC (Adult Contemporary)          | 6                  |
| États-Unis – Billboard – Adult Contemporary        | 5                  |
| États-Unis – Billboard – Hot 100                   | 2                  |
| États-Unis – Billboard – Hot R&B Singles           | 10                 |
| États-Unis – Cash Box – Top 100                    | 6                  |
| Europe – Music & Media – Eurochart Hot 100 Singles | 23                 |
| France – Top 50 (SNEP)                             | 29                 |
| Irlande – Irish Singles Chart (IRMA)               | 14                 |
| Nouvelle-Zélande – Recorded Music NZ               | 5                  |
| Pays-Bas – Radio Veronica – Nederlandse Top 40     | 9                  |
| Pays-Bas – Single Top 100 (Dutch Charts)           | 12                 |
| Suède – Sverigetopplistan (GLF)                    | 21                 |
| Royaume-Uni – UK Singles Chart (Official Charts)   | 11                 |

## Reprises
It Ain't Over 'til It's Over est enregistrée notamment par la chanteuse brésilienne Daniela Mercury en 2003 pour son album Electrodoméstico ; par la Japonaise Monika Brodka en 2004 sur son premier album intitulé Album ; par la chanteuse hongkongaise Susan Wong en 2007 sur son album Someone Like You et par le chanteur français Corneille en 2018 sur Love & Soul.
La chanson est samplée, entre autres, par Mutya Buena en 2007 sur son morceau Real Girl extrait de l'album du même nom ; par le rappeur Lil Wayne en 2008 dans son morceau Drought is Never Over sur sa mixtape Da Drought is over Part.6 : the Reincarnation ; par le groupe Outlawz dans It Ain't Over en 2010 sur la mixtape Killuminati 2K10 et par le rappeur allemand Max Herre dans le morceau Nicht vorbei (bis es vorbei ist) en 2012 sur son album Hallo Welt!.

## Utilisation dans les médias
It Ain't Over 'til It's Over est utilisée dans différents médias. En 2021, elle est placée dans une publicité pour Stella Artois diffusée pendant le Super Bowl et dans laquelle joue Lenny Kravitz.
La chanson figure également dans plusieurs films ou séries télévisées, notamment :
- Boxing Helena de	Jennifer Lynch (1993) ;
- Tous les espoirs sont permis de David Frankel, avec Meryl Streep et Tommy Lee Jones (2012) ;
- Euphoria, saison 2, épisode 3 (Ruminations : Petites et grosses brutes, 2022).

Real Girl de Mutya Buena est présente en 2008 dans le long métrage Sex and the City, le film.